# Wapen van Sint Odiliënberg

Wapen van Sint Odiliënberg

Het wapen van Sint Odiliënberg werd op 2 mei 1939 bij Koninklijk Besluit verleend aan de Limburgse gemeente Sint Odiliënberg. Per 1991 ging Sint Odiliënberg op in gemeente Posterholt (sinds 1994 Ambt Montfort). Het gemeentewapen kwam daardoor te vervallen. De drie bloemen werden opgenomen in het derde wapen van Posterholt in 2001, tevens het eerste van Ambt Montfort. Per 2007 valt Sint Odiliënberg onder de gemeente Roerdalen..

## Blazoenering
De blazoenering van het wapen luidde als volgt:
Doorsneden; I in goud een leeuw van keel; II in azuur drie zilveren vijfbladeren met gouden harten, geplaatst twee en één. Het schild gedekt met een gouden kroon van drie bladeren en twee paarlen.
De heraldische kleuren zijn goud (goud of geel), keel (rood), azuur (blauw) en zilver (wit). Het schild wordt gedekt met een gravenkroon.

## Geschiedenis
Sint Odiliënberg behoorde vroeger tot Sticht Utrecht, Hertogdom Gelre en vanaf 1813 tot Limburg. Ten tijde van hun Gelderse periode gebruikte de schepenbank in het land van Montfort, waaronder Sint Odiliënberg viel, de volgende zegel met de volgende afbeelding: St.Servaas (of St.Pieter) houdende in de linkerhand een sleutel en in de rechter een boek, voor zijn knie het wapen van Gelderland. De toenmalige burgemeester diende op basis van al deze historische feiten een ontwerp in. De Hoge Raad van Adel verwierp het voorstel omdat de combinatie Utrecht\Gelderland niet uniek is. Uiteindelijk is het gemeentewapen afgeleid van het wapen van de familie Van Vrymersum. Deze familie bezat een boerderij vanaf de 14e tot in de 17e eeuw in het gebied. Het wapen bevatte geen leeuw, maar een hond. Het is verder verrassend dat het wapen van deze familie werd gekozen, omdat zij niet het belangrijkste geslacht waren in het gebied noch heerlijke rechten hebben gehad.

## Verwante wapens

Laatste wapen van Posterholt en eerste van Ambt Montfort